# Nematogmus stylitus
Nematogmus stylitus là một loài nhện trong họ Linyphiidae.
Loài này thuộc chi Nematogmus. Nematogmus stylitus được Friedrich Wilhelm Bösenberg & Embrik Strand miêu tả năm 1906.